# Gabriel Colombatti
Gabriel Germán Colombatti (San Francisco, Provincia de Córdoba, Argentina; 2 de junio de 1990) es un futbolista argentino. Juega como marcador central y su actual equipo es San Nicolò Notaresco de la Serie D de Italia.
Se inició en las inferiores de Defensores de Sportivo en Baby Fútbol, luego pasaría a las inferiores de Club Sportivo Belgrano. De allí emigraría a Boca Juniors y posteriormente a Racing Club.

## Racing Club
El 23 de junio de 2012 fue suplente en la derrota 2-1 ante Vélez Sarfield, dirigido por Luis Zubeldía. Sin disputar un minuto de torneo oficial en el equipo de Avellaneda es cedido, jugando dos encuentros de torneo de verano en 2011 con Miguel Russo como DT.

## Deportivo Merlo
Para la temporada 2012/2013 llegó a préstamo a Merlo que era dirigido por Néstor Ferraresi y posteriormente por Gabriel Manzini. Debutó en primera el 15 de septiembre de 2012 en la derrota 5-1 contra Nueva Chicago, en dicho partido sufrió su primer expulsión. En total disputó 15 partidos sin anotar goles, siendo expulsado 1 vez y también una amonestación.

## Sportivo Belgrano de San Francisco
Para la temporada 2013/2014 es cedido nuevamente esta vez al conjunto Sportivo que era dirigido por Dalcio Giovagnoli, posteriormente por Carlos Ramacciotti, un interinato de Nahuel Martínez, Carlos Trullet y actualmente Luis Sosa. Actualmente lleva disputado 27 partidos, sin goles, con 1 expulsión y 8 amonestaciones.

## Clubes
| Club                   | País      | Año       | PJ | Goles |
| ---------------------- | --------- | --------- | -- | ----- |
| Racing                 | Argentina | 2011-2012 | 0  | 0     |
| Deportivo Merlo        | Argentina | 2012-2013 | 15 | 0     |
| Sportivo Belgrano      | Argentina | 2013-2016 | 33 | 0     |
| Colegiales             | Argentina | 2016-2017 | 19 | 1     |
| U.S. Palmese           | Italia    | 2017-2018 | 28 | 2     |
| A.S Fassano            | Italia    | 2018-2019 | 31 | 3     |
| FC Giugliano 1928      | Italia    | 2019-2019 | 4  | 0     |
| ASD Corigliano Calabro | Italia    | 2019-2020 | 9  | 0     |
| San Nicolò Notaresco   | Italia    | 2020-2021 | 7  | 0     |